# ایگوپرس، رهان
ایگوپرس، رهان (به فرانسوی: Aigueperse, Rhône) یک کمون در فرانسه است که در Canton of Monsols واقع شده‌است.

## خصوصیات
ایگوپرس ۱۲٫۹۵ کیلومترمربع مساحت و ۲۴۴ نفر جمعیت دارد.